# Ashland (Massachusetts)
Ashland és una població dels Estats Units a l'estat de Massachusetts. Segons el cens del tenia 15.807 habitants.

## Demografia
Segons el cens del 2000, Ashland tenia 14.674 habitants, 5.720 habitatges, i 4.021 famílies. La densitat de població era de 455,4 habitants per km².
Dels 5.720 habitatges en un 35,5% hi vivien nens de menys de 18 anys, en un 59,2% hi vivien parelles casades, en un 8,1% dones solteres, i en un 29,7% no eren unitats familiars. En el 22,7% dels habitatges hi vivien persones soles el 7,1% de les quals corresponia a persones de 65 anys o més que vivien soles. El nombre mitjà de persones vivint en cada habitatge era de 2,56 i el nombre mitjà de persones que vivien en cada família era de 3,04.
Per edats la població es repartia de la següent manera: un 25,3% tenia menys de 18 anys, un 5% entre 18 i 24, un 35,5% entre 25 i 44, un 24,5% de 45 a 60 i un 9,8% 65 anys o més.
L'edat mediana era de 37 anys. Per cada 100 dones de 18 o més anys hi havia 91,4 homes.
La renda mediana per habitatge era de 68.392 $ i la renda mediana per família de 77.611$. Els homes tenien una renda mediana de 51.869 $ mentre que les dones 38.226$. La renda per capita de la població era de 31.641$. Entorn del 0,9% de les famílies i el 2% de la població estaven per davall del llindar de pobresa.